# Vieska nad Blhom
Vieska nad Blhom este o comună slovacă, aflată în districtul Rimavská Sobota din regiunea Banská Bystrica, pe malul râului Blh⁠(d). Localitatea se află la altitudinea de 173 m deasupra n.m., se întinde pe o suprafață de 4,83 km2 și în 2017 număra 161 de locuitori. Se învecinează cu Radnovce, Žíp și Sútor.

## Istoric
Localitatea Vieska nad Blhom este atestată documentar din 1427.

## Demografie
| An:                | 1994 | 2004    | 2014    | 2024   |
| ------------------ | ---- | ------- | ------- | ------ |
| Număr de persoane: | 176  | 152     | 181     | 172    |
| Diferență:         |      | −13,63% | +19,07% | −4,97% |

| An:                | 2023 | 2024   |
| ------------------ | ---- | ------ |
| Număr de persoane: | 173  | 172    |
| Diferență:         |      | −0,57% |